# ディスコダンス
ディスコダンスは、1970年代以降ポピュラーになったディスコ（90年代に入る直前からはクラブと名称が変化した）と呼ばれる、ダンスを楽しむための娯楽施設で音楽に合わせて踊るダンスのこと。70年代前半には、すでにアメリカ国内でバンプやハッスルなどのディスコ・ダンスが存在した。映画『サタデー・ナイト・フィーバー』（1977年）の影響で、さらに多くの国に広まった。

## 概要
狭義のディスコダンスとは1970年代のディスコで踊られたダンスを指し、ヒップホップ勃興以後広まったストリートダンスとは区別される。
1973年に日本でヒットしたスリー・ディグリーズ「荒野のならず者」は、16ビートの典型的なフィリー・ダンサーだった。同年、ジェームス・ブラウンも初来日している。日本では、ダンス・フロアにいる全員がおなじ振りを踊るライン・ダンスも多く、創造力を欠いた部分があった。

## 70年代のダンス
- ソウルダンス
- バンプ
- ハッスル
- バスストップ
- ウォーターゲイト
- スパンク

## 80年代のダンス
- ブレイクダンス
- ロック (ダンス):Lock
- ヒップホップ (ダンス)

## 90年代のダンス
- パラパラ
- トラパラ

## ダンス・スタイルが題名に使用された楽曲
- 「ワツシ」 - オーロンズ
- 「ポップコーン」 - ジェームス・ブラウン
- 「ザ・バンプ」 - コモドアーズ
- 「ハッスル」 - ヴァン・マッコイ
- 「ドゥ・ザ・バス・ストップ」 - ファットバック